# Morillejo
Morillejo es una localidad española del municipio guadalajareño de Trillo, en la  comunidad autónoma de Castilla-La Mancha. En la actualidad cuenta con una población de unos 50 habitantes.

## Historia
A mediados del siglo XIX, el lugar, por entonces con ayuntamiento propio, tenía contabilizada una población de 605 habitantes. Aparece descrito en el undécimo volumen del Diccionario geográfico-estadístico-histórico de España y sus posesiones de Ultramar de Pascual Madoz de la siguiente manera:

MORILLEJO: l. con ayunt. en la prov. de Guadalajara (10 leg.), part. jud. de Sacedon (5), aud. terr. de Madrid (20), c. g. de Castilla la Nueva, dióc. de Cuenca (14): sit. en un cerro con buena ventilacion: tiene 140 casas, la consistorial, escuela de instruccion primaria dotada con 1,200 rs.; una igl. parr. (La Purísima Concepcion), servida por un cura y un sacristan. térm.: confina con los de Azañon, Viana, Arbeteta y Valtablado: dentro de él se encuentran 3 fuentes de buenas aguas y una ermita (San Juan de Jerusalen.) El terreno es quebrado y de regular calidad; le baña el r. Tajo que pasa á 1/4 de leg. de la pobl. caminos: los que dirigen á los pueblos limítrofes. correo: se recibe y despacha en la adm. de Cifuentes, y su conduccion es carga vecinal. prod.: cereales, patatas, judias y otras legumbres, y yerbas de pasto, con las que se mantiene ganado lanar, cabrio, vacuno, mular, asnal y de cerda; caza de liebres, conejos, perdices y otras aves; pesca de truchas, barbos y anguilas. ind.: la agrícola y 2 molinos harineros. comercio: esportacion del sobrante de frutos, ganados y lana, é importacion de los art. de consumo que faltan. pobl.: 146 vec., 605 almas. cap. prod.: 2.363,750 rs. imp.: 189,100. contr. 8,773.
(Madoz, 1848, p. 608)

El 11 de diciembre de 1969 el antiguo municipio de Morillejo desapareció al fusionarse con los de Trillo, La Puerta, Azañón y Viana de Mondéjar para dar lugar al municipio de Trillo.

## Demografía
| Gráfica de evolución demográfica de Morillejo entre 1842 y 1960 |
| |
| Población de derecho según los censos de población del INE Población de hecho según los censos de población del INEEntre el censo de 1970 y el anterior, este municipio desaparece porque se integra en el municipio Trillo |

## Fiestas
Las fiestas se celebran en torno al día 16 de agosto, coincidiendo con la festividad mayor de San Roque, patrón del pueblo.
Además se celebra la fiesta de la Inmaculada Concepción el fin de semana más cercano al día 8 de diciembre.

## Gastronomía
Una de sus principales riquezas es la miel de sus colmenas, pero destaca también su aguardiente. También se produce vino, que se conserva en las abundantes cuevas que tiene el pueblo.